# Lago di Pietra del Pertusillo
Lago di Pietra del Pertusillo es un lago artificial en la provincia de Potenza, Basilicata, Italia. A una altitud de 532 m s. n. m., su superficie es de 630 km². Se sitúa en los municipios de Grumento Nova, Montemurro y Spinoso. El lago fue construido entre el año 1957 y el 1962, con el represamiento del río Agri, con los fondos de la Caja del Mezzogiorno, la cual concedió al ente para el desarrollo de la irrigación y la transformación fundiaria en Apulia y Lucania la ejecución de los trabajos.
Se encuentra a 532 metros de altitud sobre el nivel del mar, y tiene una capacidad máxima de 155 millones de metros cúbicos de agua. La presa nació en los alrededores de la localidad montemurrese "Pietra del Pertusillo", así llamada porque el río, en aquella zona, pasaba entre dos rocas como si fuese un pertugio (una fisura). El paisaje que lo rodea está recubierto de bosques que descienden hasta las riberas del lago (algunos árboles quedaron parcialmente sumergidos por las aguas). El lago se utiliza para la pesca deportiva y para el piragüismo, además de etapa obligada en unas vacaciones en el Valle del Agri.